# Fritz Hassold
Fritz Hassold, též Fritz Haßold (9. února 1894 Stříbro – 19. září 1945 Plzeň), byl československý právník a politik německé národnosti a meziválečný poslanec Národního shromáždění za Německou nacionální stranu.

## Biografie
Byl druhorozeným synem Andrease Haßolda, tiskaře ze Stříbra a jeho manželky Margarethy. Jeho rodiče se do Stříbra přistěhovali v 80. letech 19. století ze Schwabachu v Bavorsku. Fritz absolvoval obecnou školu i gymnázium v rodném Stříbče. Od mládí ho názorově ovlivňoval otec, který vydával ve Stříbře německé národovecké noviny Mieser Zeitung. Od roku 1913 studoval práva na pražské německé univerzitě. Byl aktivní v tamním Burschenschaftu. Kvůli vypuknutí světové války přerušil studia a narukoval k dělostřelectvu. Na svou alma mater se vrátil až po roce 1918. V březnu 1919 byl ve Stříbře zadržen a zatčen československými úřady pro účast na masových demonstracích Sudetských Němců v pohraničí proti začlenění těchto oblastí do Československé republiky. Později se vrátil do Prahy, byl aktivní v německých spolcích. Přispíval do sudetoněmeckého tisku. V roce 1923 si v Praze otevřel vlastní advokátní kancelář. Podle údajů k roku 1930 byl profesí advokátem ve Stříbře. Podle jiného zdroje si advokátní kancelář ve Stříbře (na rohu nynější ulice Jiřího z Poděbrad a Žižkovy, tehdy Brenntegasse a Wassergasse) otevřel až roku 1931. Jako důvod přestěhování z Prahy do rodného města uvedl zpětně Hassold ve svém životopise z roku 1939 potřebu zúčastnit se komunálních voleb v roce 1931. V nich se stal prvním náměstkem starosty města. Prostory jeho advokátní kanceláře sloužily v této době jako sídlo stranické oblastní organizace DNP (do jejího zákazu). Sám Hassold byl oblastním (župním) vedoucím strany.
V parlamentních volbách v roce 1929 získal za Německou nacionální stranu poslanecké křeslo v Národním shromáždění. Po jejím zrušení přešel koncem roku 1933 jako hospitant do nově zřízeného poslaneckého klubu Klub deutsch-völkischer Abgeordneten. Byl lídrem kandidátky DNP v Plzeňském volebním kraji.
Advokátní praxi ve Stříbře provozoval až do konce druhé světové války. Spolupracoval s pozdějším významným nacistickým politikem a soudcem Antonem Baumgartlem. Společně založili mládežnický spolek Grenzenlandjugend.
V říjnu 1938 se účastnil organizování vjezdu německé armády do Stříbra jako člen ochranné jednotky SS. 3. ledna 1939 se stal členem NSDAP. V květnu 1945 byl na útěku zadržen. Zemřel v září 1945 ve vězení v Plzni na Borech, kam byl umístěn československými úřady. Příčinou úmrtí byly nevyhovující hygienické podmínky, dostal kožní infekci – furunkulózu.